# Valverde (Lombardia)
Valverde – miejscowość i gmina we Włoszech, w regionie Lombardia, w prowincji Pawia, w odległości około 70 km na południe od Mediolanu i ok. 35 km na południe od Pawii.
Według danych na rok 2010 gminę zamieszkiwało 314 osób, 21,17 os./km².
Valverde graniczy z następującymi gminami: Ruino, Val di Nizza, Varzi, Zavattarello.